# Jaz w Iławie

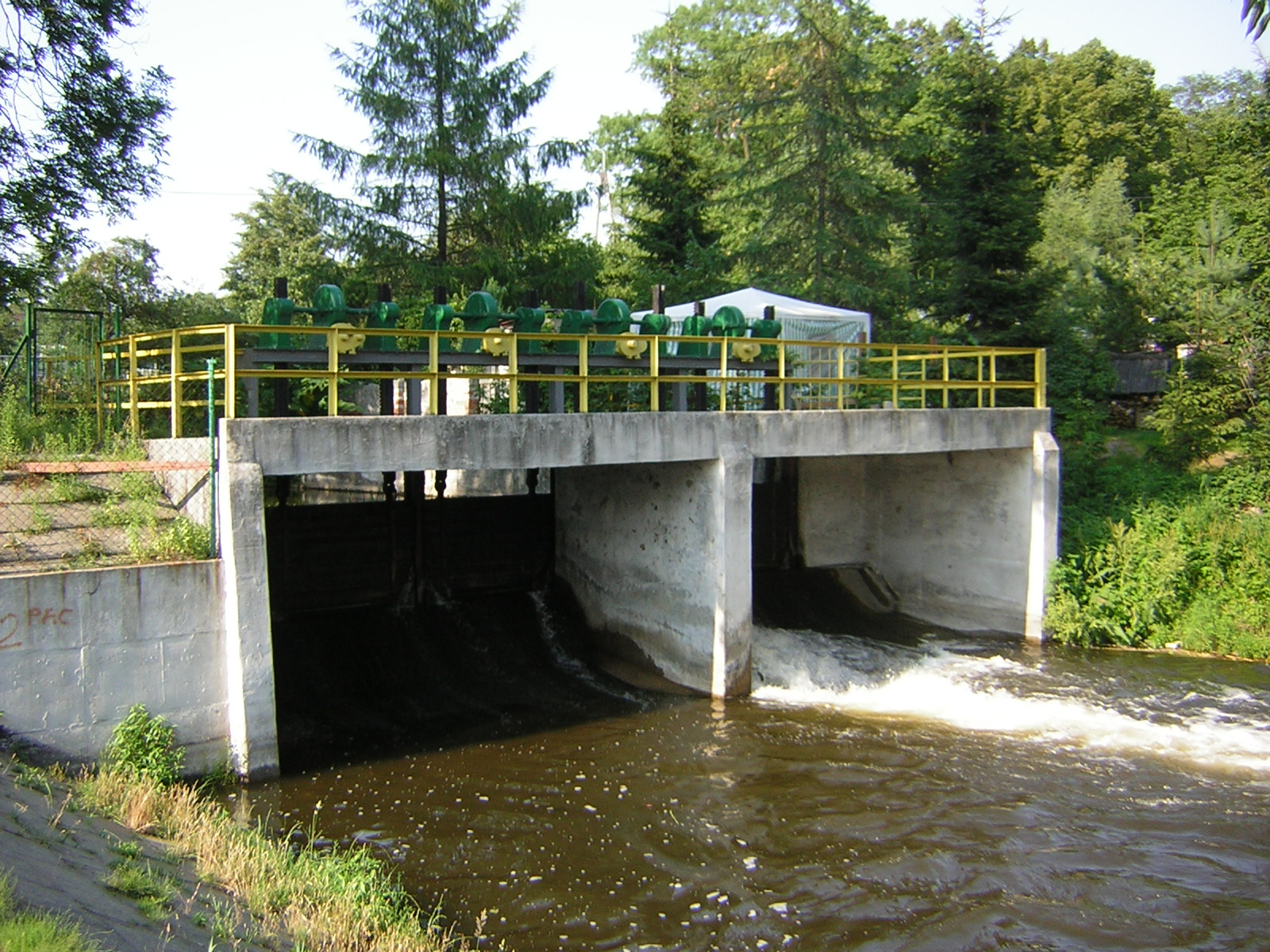
Jaz na Iławce

Jaz Iława – jaz piętrzący znajdujący się w nurcie Iławki przy ul. Kościuszki w Iławie jest nierozerwalnym elementem całego systemu hydrotechnicznego Kanału Iławskiego, który jest związany z Kanałem Elbląskim objętym ochroną prawną.
1 sierpnia 1978 r. został wpisany do rejestru zabytków nieruchomych woj. warmińsko-mazurskiego (nr rej.: 7585).

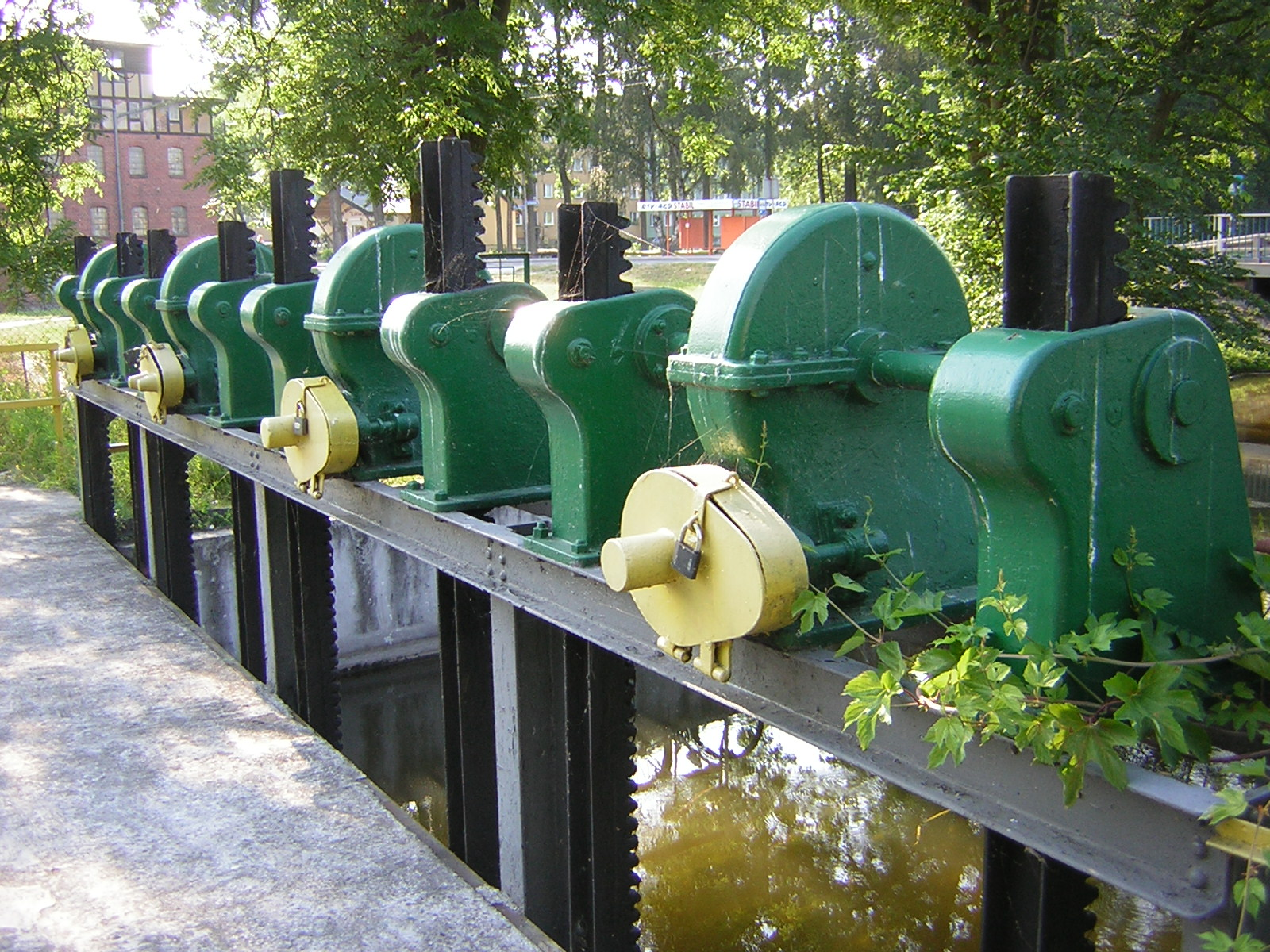
Mechanizmy wyciągowe zasuw na jazie Iława

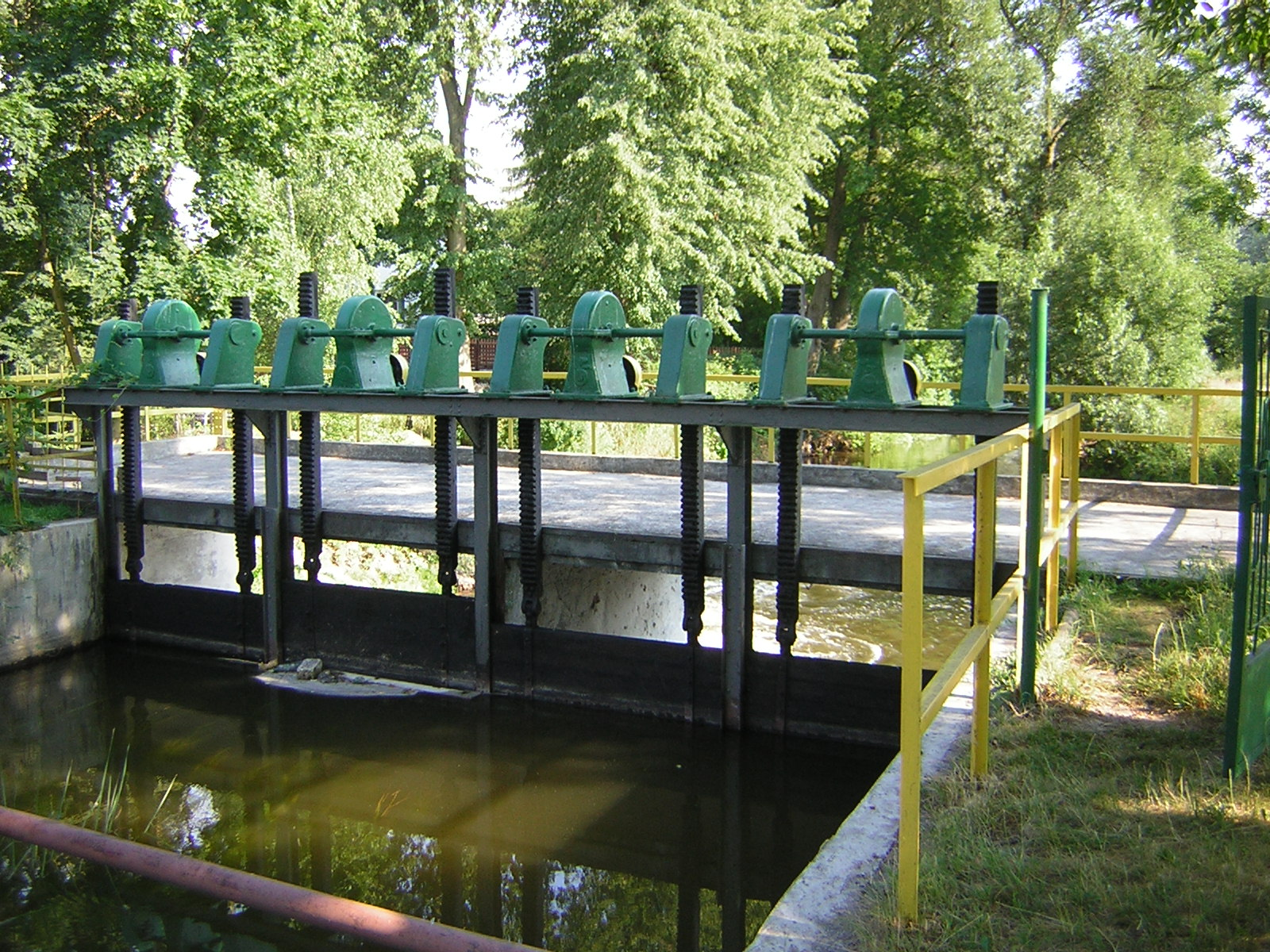
Widok od strony wody górnej

Jaz został wybudowany ok. 1870 roku i poddany generalnej przebudowie w latach 1920–1926 oraz remontowi kapitalnemu w 1995 r.
Jaz zamykany jest czterema pojedynczymi zasuwami drewnianymi o napędzie ręcznym. Konstrukcja betonowa wzmacniana elementami stalowymi. Zadaniem jazu jest piętrzenie wody jeziora Jeziorak na stanowisku szczytowym Systematu Warmińskiego w celu umożliwienia żeglugi na szlaku:
- Miłomłyn – Iława
- Miłomłyn – Buczyniec
- Miłomłyn – Ostróda – Jez. Szeląg

W okresie wezbrań zadaniem jazu jest przepuszczanie wielkich wód rzeki Iławki w stronę Jeziora Iławskiego i dalej do Drwęcy.

## Podstawowe dane techniczne jazu
| klasa budowli                 |  | IV                   |
| 4 przęsła o świetle po 1,83 m |  | 4 × 1,83 m = 7,32 m  |
| długość konstrukcji           |  | 14,9 m               |
| rzędna progu                  |  | 98,61 m Kr           |
| rzędna ponuru                 |  | 98,38 m Kr           |
| rzędna poszuru                |  | 97,62 m Kr           |
| rzędna kładki dla pieszych    |  | 100,60 m Kr          |
| rzędna przyczółków            |  | 103,35 – 100,60 m Kr |

## Charakterystyczne poziomy wody na górnym stanowisku jazu
| minimalny poziom piętrzenia  |  | 99,24 m Kr (890 cm) |
| maksymalny poziom piętrzenia |  | 99,44 m Kr (910 cm) |
| stan ostrzegawczy            |  | 99,64 m Kr (930 cm) |
| stan alarmowy                |  | 99,74 m Kr (940 cm) |